# Tabanus brevittatus
Tabanus brevittatus är en tvåvingeart som beskrevs av Walker 1848. Tabanus brevittatus ingår i släktet Tabanus och familjen bromsar. Inga underarter finns listade i Catalogue of Life.